# Vidingherredfrisisk
Vidingherredfrisisk (Wiringhiirder freesk) er den nordfrisiske dialekt, der tales syd for Vidåen i Viding Herred. I Viding Herred tales også sønderjysk. Dialekten findes stadig i blandt andet Klangsbøl (Klangsbel) og Nykirke (Naischöspel).
Vidingherredfrisisk er den nordligste frisiske dialekt på fastlandet. Dialekten er stærk påviket af dansk.
Dialekten er tæt beslægtet med bøkingherredfrisisk og gøsherredfrisisk.